# لیشنیتسه (ناحیه پراگ-غرب)
لیشنیتسه (به چکی: Líšnice) یک منطقهٔ مسکونی در جمهوری چک است که در ناحیه پراگ-غرب واقع شده‌است.